# 加藤大幸
加藤 大幸（かとう ひろゆき、1962年3月9日 - ）は、日本のディレクター。東京都出身。

## 来歴
慶應高校時代より「映画部」に所属し、8ミリ映画を数々製作。慶應大学8ミリ・シネクラブ時代に製作した「木洩日」は、文芸坐ル・ピリエで行われた「第1回六大学対抗シネマ戦」で最多観客投票を受ける（その年の優勝は慶應大学だった）。
1984年、Vivia（テレビ朝日映像（株））に入社。ワイドショー、『邦子と徹のあんたが主役』『H・I・P』などを担当後、1993年にエンタテインメント情報番組『AXEL』を立ち上げ。チーフ・ディレクターとして5年半以上担当した（司会・高橋幸宏）。その後会社内のドラマ班立ち上げの際、監督デビュー、その後は、2000年、いかりや長介&伊藤蘭ナレーションによるドキュメント風番組『人生の楽園』のチーフ・ディレクター&プロデューサーを担当。この番組はATP賞報道バラエティ部門の優秀賞や橋田寿賀子賞を受賞。
2005年、愛知万博（愛・地球博）の愛地球広場・大型ビジョン作品『地球に吹く風』の総合ディレクターを担当。この作品は朝日新聞・テレビ朝日・朝日放送・名古屋テレビ4社の合同制作で、ドラえもんがナビゲーターで世界の子供たちを訪ねる内容で、水田わさびが初めてドラえもんの声を担当、お披露目作品としても話題に。
2007年現在も、西田敏行&菊池桃子の新コンビのナレーションで「人生の楽園」のチーフ・ディレクターを担当中。